# 塞薩亞普河
塞薩亞普河是婆罗洲的河流，位于印度尼西亚北加里曼丹省。布纽岛和打拉根岛位于其河口三角洲上。

## 地理
塞薩亞普河流经婆罗洲东北部，流域气候主要属于热带雨林气候（柯本气候分类法 Af）。年平均气温22 °C，最热月为四月，平均气温23 °C；最凉月为十二月，平均气温22 °C。年平均降雨量4020 mm，十月平均降雨量最多，为438 mm；六月平均降雨量最少，为263 mm。